# Agadir Grand Prix 2018
L'Agadir Grand Prix 2018 è stato la 1ª edizione dell'annuale meeting di judo e si è tenuto ad Agadir, in Marocco, dal 9 all'11 marzo 2018. Il meeting è stato anche la quarta tappa del circuito IJF World Tour 2018.

## Risultati
Di seguito i primi tre classificati di ogni specialità.

### Uomini
| Specialità | 1º classificato     | 2º classificato    | 3º classificato                        |
| -60kg      | Ğūsman Qyrğyzbaev   | Bekir Ozlu         | Goncalo Mansinho Issam Bassou          |
| -66kg      | Adrian Gomboc       | Yerlan Serikzhanov | Daniel Jean Andraz Jereb               |
| -73kg      | Bilal Çiloğlu       | Musa Moguškov      | Bekadil Shaimerdenov Anthony Zingg     |
| -81kg      | Vedat Albayrak      | Matthias Casse     | Anri Egutidze Chasan Chalmurzaev       |
| -90kg      | Chusejn Chalmurzaev | Ciril Grossklaus   | Joachim Bottieau Quedjau Nhabali       |
| -100kg     | Kirill Denisov      | Jorge Fonseca      | Batyr Hojamuhammedov Karl-Richard Frey |
| +100kg     | Johannes Frey       | Anton Krivobokov   | Oleksandr Hordijenko Nabil Zalagh      |

### Donne
| Specialità | 1º classificato     | 2º classificato   | 3º classificato                       |
| -48kg      | Irina Dolgova       | Catarina Costa    | Maruša Štangar Julia Figueroa         |
| -52kg      | Evelyne Tschopp     | Larisa Florian    | Gefen Primo Gulbadam Babamuratova     |
| -57kg      | Timna Nelson Levy   | Kaja Kajzer       | Miryam Roper Sarah Harachi            |
| -63kg      | Andreja Leški       | Katharina Haecker | Yasmine Horlaville Inbal Shemesh      |
| -70kg      | Assmaa Niang        | María Pérez       | Anka Pogačnik Szaundra Diedrich       |
| -78kg      | Maike Ziech         | Anastasija Turčyn | Yarden Mayersohn Anastasija Dmitrieva |
| +78kg      | Jelyzaveta Kalanina | Anamari Velenšek  | Anna Guščina Ivana Šutalo             |